# Palang Pracharat
Le Palang Pracharat (en thaï : พรรคพลังประชารัฐ, RTGS: Phak Phalang Pracharat) également transcrit Palang Pracharath et parfois traduit par Parti du pouvoir de l'État du peuple, est un parti politique thaïlandais favorable à la junte militaire et de type national-conservateur. Il est fondé en 2018 par Chuan Chuchan et Suchart Jantarachotikul.
Le Palang Pracharat est principalement considéré comme le parti de l'armée, du roi et de la bourgeoisie.

## Résultats électoraux

### Élections législatives
| Année | Tête de liste     | Voix      | %     | Rang | Sièges    | Statut                                            | Gouvernement            |
| ----- | ----------------- | --------- | ----- | ---- | --------- | ------------------------------------------------- | ----------------------- |
| 2019  | Prayut Chan-o-cha | 8 441 274 | 23,74 | 2e   | 121 / 500 | Majorité relative (majorité absolue en coalition) | Chan-o-cha II           |
| 2023  | Prawit Wongsuwan  | 530 017   | 1,36  | 4e   | 40 / 500  | Minorité (coalition) (2023-2024)                  | Thavisin, P. Shinawatra |
| 2023  | Prawit Wongsuwan  | 530 017   | 1,36  | 4e   | 40 / 500  | Opposition (à partir de 2024)                     | Thavisin, P. Shinawatra |

### Élections locales

#### Conseil métropolitain de Bangkok
| Année | Voix    | %     | Sièges | Statut     |
| ----- | ------- | ----- | ------ | ---------- |
| 2022a | 274 970 | 11,84 | 2 / 50 | Opposition |

a En 2022, l'élection des conseillers métropolitains de Bangkok s'est tenu en même temps que celle du gouverneur de Bangkok.